# Harold Garfinkel

Harold Garfinkel

Harold Garfinkel (29 oktober 1917 - 21 april 2011) was hoogleraar aan de Universiteit van Californië in Los Angeles. Hij is vooral bekend geworden als grondlegger van de etnomethodologie als onderzoeksdomein in de sociologie.